# Alejandro Jodorowsky

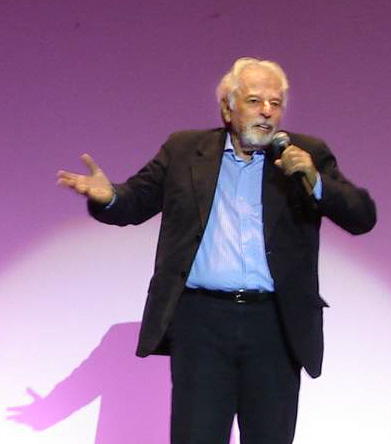
Alejandro Jodorowsky 2006

Alejandro Jodorowsky ill. Alexandro Jodorowsky (kiejtése kb. Alehandro Hodorovszki)  (Chile, Iquique, 1929. február 7. –) orosz (ukrán) zsidó származású chilei-mexikói filmrendező, producer, színész, zeneszerző, pantomimművész, képregényszerző, író és költő, egyszóval művészpolihisztor. Emellett vallásfilozófus, pszichológus, karatemester, tarotszakértő.
Elsősorban ezoterikus, szürreális és sokkoló filmjeiről ismert, de jó néhány képregényt is írt.
A tisztelettel övezett kultuszfilmes ezt nyilatkozta: „Én azt várom a filmektől, amit az  észak-amerikaiak nagy része a pszichedelikus drogoktól vár.” Jodorowsky emellett egy újkori spiritualista, és egyike a világ vezető tarot-kutatóinak. Újabban nagy  figyelmet szentel a „pszichomágiának” nevezett pszichológiai terápiának, aminek az a célja,  hogy meggyógyítsa az élet korai szakaszában szerzett lelki sebeket. A terápia azon a hiten alapul, hogy bizonyos külső cselekmény eljátszása közvetlenül hat a tudatalattira, megszabadítva azt egy sor traumától, akár több generációra kiterjedőtől is. Ezeket a cselekményeket a terapeuta írja elő, miután tanulmányozta a páciens személyiségét és családfáját.

## Művészi pályája
1962-ben Roland Toporral (grafikus) és Fernando Arraballal (rendező és drámaíró) együtt megalapította a Panique művészeti mozgalmat.
Olyan híres művészekkel dolgozott együtt, mint Marcel Marceau, Maurice Chevalier, H. R. Giger, Dan O'Bannon, Jean Giraud (Mœbius). John Lennon Jodorowsky munkájának rajongója volt és segédkezett a filmjei ismertté tételében az USA-ban.
2005. december 3-án ő vezette a szertartást barátja, Marilyn Manson és Dita Von Teese (eredeti nevén Heather Sweet) esküvőjén a kilsheelani Castle Gurteenben, a művész Gottfried Halnwein otthonában, az írországi Tipperaryben. Az esküvő nem felekezeti szertartás szerint zajlott, hanem a fiatalok saját maguk által írt fogadalommal, egymásnak írt versekkel fogadtak örök hűséget. Manson állítása szerint Jodorowsky befolyásolta az egész látásmódját.

### Filmjei
Jodorowsky első filmje, a La Cravate (nem hivatalos cím: Les têtes interverties) (1957), Thomas Mann „Elcserélt fejek” ((Die vertauschten Köpfe – Eine indische Legende), 1940) című művéhez készült pantomimes adaptáció. A film bemutatója után a kópiáról senki nem tudott semmit, amíg 2006-ban  meg nem találták egy németországi padláson. 50 év után most láthatja először a közönség. Bár a rendező nem tartja remekműnek, pusztán filmes karrierje izgalmas kezdetének, egy 'jól sikerült indulásnak', a La Cravate-ot annak idején Jean Cocteau is méltatta. A főszerepben a fiatal, 28 éves Jodorowsky látható.
Következő két filmjét Mexikóban forgatta El Topo (1970) és The Holy Mountain címmel (1973), amiket kultfilmeknek tartanak. Éveken át nem voltak elérhetők se VHS-en, se DVD-n az USA-ban az Allan Kleinnel folyó tulajdonjogi vita miatt (bár a vitát 2004-ben lezárták). Kalózkiadásként DVD-n mindkettő megszerezhető volt Olaszországban. A 2006-os cannes-i filmfesztiválon ezeket újra  bemutatták, digitálisan felújítva.
Az első egész estés filmje, a Fando y Lis (elérhető az USA-ban DVD-n), amit Arrabal színdarabja alapján készített, a premierjén, az 1968-as Acapulco Filmfesztiválon kiváltott botrány miatt vált hírhedtté.
Általában az El Topót tekintik az első „midnight movie”-nak (éjféli mozi). 1971-ben volt a premierje a New York-i Elgin Theaterben. A szürreális ábrázolás, a rengeteg vér és a heves erőszak sokkja péntek és szombat éjjelenként emberek százait vonzotta. Sokan hetente visszatértek, barátokkal együtt. A filmet több mint egy évig vetítették, amíg a Beatles menedzsere, Allen Klein meg nem vásárolta saját filmvállalata, az ABCKO számára.
A The Holy Mountain című filmjét (1973) teljes egészében John Lennon és Yoko Ono finanszírozta. 1 500 000 dolláros költségvetésével ez a legdrágább mexikói film, amit valaha forgattak. Egyesek szerint a film csak fele ennyibe került.
1975-ben kezdett el dolgozni Frank Herbert A Dűne című könyvének adaptációján. Úgy tervezte, hogy bevonja a munkába a fiát, Brontist is. Brontis játszotta volna Pault, Orson Welles a Bárót, Salvador Dalí a Császárt, Mick Jagger Freyd Rauthát, Alain Delon Duncan Idahót, Geraldine Chaplin Jessica úrnőt, továbbá részt vett volna a film készítésében Dan O'Brian forgatókönyvíróként, valamint Chris Foss, a Pink Floyd, H. R. Giger és Jean Giraud (Mœbius). Végül, az utolsó előtti pillanatban leállították a projectet, a költségvetés túllépése miatt (a film – a tervek szerint – tizenegy-tizenkét órás lett volna). Jodorowsky állítása szerint a nagy hollywoodi stúdiók szabotálták a filmet, mert „túl franciának” találták (különös állítás, figyelembe véve, hogy Jodorowsky, bár a francia állampolgárságot elnyerte, soha sem azonosította magát egyetlen országgal vagy kultúrával sem). Egyébként a filmet francia pénzből forgatták – volna – és a producere is francia: Jerome Seydoux. A projekthez közel álló források szerint a díszlet designja később a Csillagok háborújában bukkant fel. A Jodorowsky-féle Dűne filmen dolgozó stáb jó része később az Alien c. filmen is munkálkodott, a Dűne egyes látványelemeit is átemelve Ridley Scott horrorfilmjébe. A 80-as évek elején David Lynch leforgatta saját Dűne-verzióját.
1989-ben befejezte következő fontos filmjét, a Santa Sangrét („Szent vér”), amit a mozik is forgalmaztak. A kritikusok vegyesen fogadták, mindenesetre Jodorowskyt újra jegyezni kezdték a film világában. A Santa Sangre a pszichodráma területén kalandozik. A filmben a főszereplő anyjának karját tőből levágják, később pedig úgy élnek együtt, hogy az ő kezeit anyja irányítja, és az ő utasítására gyilkosságokat követ el. Jodorowsky fiai (Axel, Adan és Brontis) is szerepelnek színészként a filmben.
Az 1990-es években és a 2000-es évek elején folytatni próbálta az El Topót – egyszer The Sons of El Topo, máskor Abelcain címmel, de nem sikerült pénzt szereznie a forgatáshoz.
Jodorowsky egyszer ezt mondta: „A legtöbb rendező a szemeivel készít filmeket. Én a golyóimmal”. Csaknem minden filmjét Mexikóban forgatta.
2000-ben Jodorowsky elnyerte a Jack Smith életműdíjat a Chicago Underground Film Festival-on. Maga Jodorowsky is részt vett a fesztiválon, ahol a filmjeit is bemutatták, köztük az akkor még bizonytalan szerzői jogi státusú El Topót és a Holy Mountaint. A fesztivál rendezője, Bryan Wendorf szerint végig kérdéses volt, hogy a CUFF bemutathatja-e ezeket a filmeket, vagy a rendőrség bezáratja az egész rendezvényt.

### Képregényei
Harmadik filmje, a Tusk után Jodorowsky beleásta magát a tarot rejtelmeibe, és nekikezdett az Incal (L'Incal) képregény-sorozatnak – Jean Giraud (Mœbius) rajzolta, ő pedig írta a történeteket. A képregény a tarot szimbolikájára épít, például főhőse, John Difool megfeleltethető „A Bolond” (The Fool) kártyalapnak. Az Incal (ami szétágazott volna megelőző részekre és folytatásokra) több sci-fi képregényfolyam kiindulópontja lett, amelyek mind a „Jodoverzumban” (Jodoverse, a Jodorowsky és universe szavakból) vagy másként a Metabarons Universe-ben játszódó űroperák. Az Humanoïdes Associés adta ki őket.
Ebben a környezetben játszódnak még a következő képregények: La Caste des Méta-Barons („A meta-bárók kasztja”), ami egy harcos, „intergalaktikus kalóz-klán” történetét meséli el a kezdetektől, Les Technopères („A techno-papok”), Zoran Janjetovval és Fred Beltran lenyűgöző rajzaival, L'Incal, Face de lune („Holdarc”), Megalex, ezen kívül egy szerepjáték, a Metabarons Roleplaying Game. Számos a Jodoverzumban megjelent koncepció, ötlet Jodorowsky tervezett A Dűne-adaptációjából származott (ami csak lazán követte volna Frank Herbert regényének eredeti cselekményét).
A sci-fi műfaján kívül eső akcióképregényei közé tartozik a történelmi témájú Bouncer, Juan Solo (angol címe: Son Of The Gun) és Le Lama blanc („A fehér láma”).
A Le Cœur couronné (A koronás szív, angol címe The Madwoman of the Sacred Heart) egy napjainkban játszódó, a valláson élcelődő szatíra, ami Jodorowsky és Jean Giraud számára 2001-ben elnyerte a Haxtur Awardot a „Legjobb hosszú képregény” (Best long script) kategóriában.
Jelenleg is dolgozik egy új képregényen, amit az amerikai piacra szán.
→

## Filmjei
- La Cravate (1957, francia, színes) – Thomas Mann „Elcserélt fejek” című műve alapján. Nem hivatalos cím: Les têtes interverties(francia), The Severed Heads (nemzetközi/angol)
- Fando y Lis (1967, spanyol, fekete-fehér) – „Fando és Lis”
- El Topo (1970, spanyol, színes) – „A vakond”
- The Holy Mountain (1973, angol, színes) – „A szent hegy” (spanyolul: La montaña sagrada)
- Tusk (1980, francia, fekete-fehér) – „Agyar”
- Santa Sangre (1989, angol, színes) – „Szent vér”
- The Rainbow Thief (1990, angol, színes) – „A szivárványtolvaj”
- Poesía sin fin (2016) - Végtelen poézis

## Könyvei
- Cuentos pánicos (Editorial Novaro, 1963), ilustrado por Roland Topor.
- Teatro pánico (Editorial Novaro, 1965)
- Juegos pánicos (Editorial Novaro, 1965)
- El Topo, fábula pánica con imágenes (Editorial Novaro, 1970), guión original de El Topo
- El loro de las siete lenguas (Grijalbo 1991, 2ª Ed. Siruela, 2005) Novela.
- La trampa sagrada: Conversaciones con Gilles Farcet (Grijalbo, 1991) Libro de entrevistas. Edición ampliada: Editorial Chandra, 2007.
- Donde mejor canta un pájaro (Grijalbo 1992, 2ª Ed. Siruela, 2002) Novela.
- Las ansias carnívoras de la nada (Grijalbo 1995, 2ª Ed. Siruela, 2006) Novela.
- Psicomagia (Seix Barral, 1995, 2ª edición ampliada: Siruela, 2007). Ensayo.
- Sombras al Mediodia (1995 Primera Edicion Dolmen escritores de chile)
- Antología pánica (1996), recopilación de textos por Daniel González-Dueñas.
- Los Evangelios para sanar (Siruela, 1997, 2ª edición 2007) Ensayo.
- La sabiduría de los chistes (Obelisco, 1997), ilustraciones de George Bess Ensayo.
- El niño del jueves negro (Siruela, 1999) Novela.
- Albina y los hombres-perro (Grijalbo, México / Siruela, Madrid, 2000) Novela. Ilustraciones de François Boucq
- No basta decir (Visor, 2000) Poesía.
- La danza de la realidad (Siruela, 2001) Memorias. Jodorowksy önéletrajza (ISBN 987-566-067-1)
- El paso del ganso (Visor, 2001) Relatos.
- La sabiduría de los cuentos (Obelisco, 2001) Ensayo.
- La escalera de los ángeles (Obelisco, 2001) Ensayo.
- El tesoro de la sombra (Siruela, 2003) Memorias.
- El dedo y la luna (Obelisco, 2004) Ensayo.
- Piedras del camino (Obelisco, 2004) Poesía.
- La vía del tarot (Siruela, 2004) Ensayo escrito con Marianne Costa.
- Yo, el tarot (Siruela, 2004) Ensayo y poesía.
- El maestro y las magas (Siruela, 2005) Memorias.
- Solo de amor (Visor, 2006) Poesía.
- Cabaret místico (Siruela, 2006) Filosofía y Psicología.
- Teatro sin fin (tragedias, comedias y mimodramas) (Siruela, 2007) Teatro.
- Correo terapéutico (La esfera de los libros, 2008) Ensayo.
- Manual de Psicomagia (consejos para sanar tu vida) (Siruela, 2009).
- Pasos en el vacío (Visor, 2009) Poesía.
- Tres cuentos mágicos (para niños mutantes) (Siruela, 2009), incluye tres cuentos: Memorias de un niño bombero (semiautobiográfico), Loïe del cielo y La increíble mosca humana. Reeditado en Cuentos mágicos y del intramundo, incluye los tres mismos cuentos y "Cuentos del intramundo" (56 microcuentos) (Random House Mondadori, 2010).
- Poesía sin fin (Editorial Huacanamo, 2009) Poesía completa.
- Metagenealogía (Siruela, 2011) Ensayo escrito con Marianne Costa.

## Fordítás
- Ez a szócikk részben vagy egészben  az   Alejandro Jodorowsky című angol Wikipédia-szócikk fordításán alapul.  Az eredeti cikk szerkesztőit annak laptörténete sorolja fel. Ez a jelzés csupán a megfogalmazás eredetét és a szerzői jogokat jelzi, nem szolgál a cikkben szereplő információk forrásmegjelöléseként.
- Ez a szócikk részben vagy egészben  a   Midnight movies című angol Wikipédia-szócikk fordításán alapul.  Az eredeti cikk szerkesztőit annak laptörténete sorolja fel. Ez a jelzés csupán a megfogalmazás eredetét és a szerzői jogokat jelzi, nem szolgál a cikkben szereplő információk forrásmegjelöléseként.